# Molossops temminckii
Molossops temminckii là một loài động vật có vú trong họ Dơi thò đuôi, bộ Dơi. Loài này được Burmeister mô tả năm 1854.